# Bob Haro
Bob Haro (Pasadena, 29 de junio de 1958) es un exciclista de la modalidad de BMX-Freestyle, que también es artista y empresario. Fundó la marca Haro Bikes y fue uno de los más importantes innovadores en el inicio del BMX-Freestyle. Es considerado junto con R. L. Osborn uno de los inventores de esta modalidad ciclista. 
Bob Haro comenzó a montar en bicicleta de BMX en la escuela secundaria (Instituto) cuando se quedó sin dinero para seguir montando en Motocross. Su padre le había comprado una Honda 100 y la había preparado para competir. En 1975 había ya conseguido unos cincuenta trofeos de Motocross. Sobre 1976 ante la carestía de su afición al Motocross empezó a practicar BMX con la bicicleta de su hermano en un circuito detrás de una tienda de bicicletas de San Diego (California). Después del divorcio de sus padres se muda a Stockton (California). Entonces empieza a competir en BMX con el patrocinio de la tienda de bicicletas Molina’s Bike Shop. Era uno de los pocos practicantes locales que podía realizar los trucos más comunes del BMX. 
En 1978, Haro junto con R. L. Osborn forman el primer equipo de BMX-Freestyle de la historia y debutan  haciendo una exhibición en la competición Winternationals organizada por la ABA (American Bicycle Association) in Chandler, Arizona. En 1981 Bob Haro y Bob Morales hicieron una gira de exhibiciones por el medio oeste de Estados Unidos y parte de Canadá para gran cantidad de público entusiasta del BMX. Este año también Haro participaría como especialista en la película de Steven Spielberg, E.T., el extraterrestre. 
En 1981 Bob Haro diseña su primer cuadro y horquilla especializadas en BMX-Freestyle. El conjunto se manufactura en la fábrica Torker y se puso a la venta en 1982 con el nombre comercial de Haro Freestyler. Bob Haro Se retiró en 1985 después de cuatro intervenciones quirúrgicas en la rodilla. En 1987 fue incluido en el Salón de la Fama de la ABA. En 1993 funda su propia compañía Haro Desing, Inc. Esta compañía se dedica al diseño y maketing en Cardiff-by-the-Sea (California). En 2012, como parte de la ceremonia inaugural de los Juegos Olímpicos de Londres 2012 coreografía la parte llamada de las palomas.